# Liste des monuments historiques du département des Vosges
Cet article recense les monuments historiques du département des Vosges, en France.
- Pour les monuments de la commune d'Épinal, voir la liste des monuments historiques d'Épinal.
- Pour les monuments de la commune de Neufchâteau, voir la liste des monuments historiques de Neufchâteau.
- Pour les monuments de la commune de Saint-Dié-des-Vosges, voir la liste des monuments historiques de Saint-Dié-des-Vosges.

## Statistiques
Au 30 juillet 2025, le département des Vosges compte 338 édifices comportant au moins une protection au titre des monuments historiques, dont 149 sont classés et 211 sont inscrits. Le total des monuments classés et inscrits est supérieur au nombre total de monuments protégés car plusieurs d'entre eux sont à la fois classés et inscrits.
La liste suivante les recense, organisés par commune.
- Haut – A
- B
- C
- D
- E
- F
- G
- H
- I
- J
- K
- L
- M
- N
- O
- P
- Q
- R
- S
- T
- U
- V
- W
- X
- Y
- Z

## Liste
| Monument                                                                    | Commune                                  | Adresse                                                      | Coordonnées                                                  | Notice                                                       | Protection                                                   | Date                                                         | Illustration |
| --------------------------------------------------------------------------- | ---------------------------------------- | ------------------------------------------------------------ | ------------------------------------------------------------ | ------------------------------------------------------------ | ------------------------------------------------------------ | ------------------------------------------------------------ | --- |
| Croix de village                                                            | Aouze                                    |                                                              | 48° 22′ 32″ nord, 5° 52′ 21″ est                             | « PA00107079 »                                               | Classé                                                       | 1909                                                         | Croix de villageAndré Laurent, « Les croix de la plaine des Vosges au XVIe et XVIIe siècles », dans Le Pays lorrain, 33e année, 1952, p. 98- (lire en ligne) |
| Église Saint-Vincent                                                        | Aouze                                    | Rue de l'Église                                              | 48° 22′ 33″ nord, 5° 52′ 27″ est                             | « PA00107080 »                                               | Inscrit                                                      | 1926                                                         | Église Saint-Vincent |
| Croix de chemin                                                             | Aroffe                                   |                                                              | 48° 24′ 18″ nord, 5° 54′ 02″ est                             | « PA00107081 »                                               | Classé                                                       | 1909                                                         | Croix de chemin |
| Croix                                                                       | Attignéville                             |                                                              | 48° 22′ 56″ nord, 5° 48′ 40″ est                             | « PA00107082 »                                               | Classé                                                       | 1909                                                         | Croix |
| Château d'Autigny                                                           | Autigny-la-Tour                          | Rue du Château                                               | 48° 23′ 55″ nord, 5° 45′ 36″ est                             | « PA00107327 »                                               | Inscrit Classé                                               | 1991                                                         | Château d'Autigny |
| Croix de chemin                                                             | Autigny-la-Tour                          | Chemin d'Autigny à Martigny                                  | 48° 24′ 11″ nord, 5° 45′ 48″ est                             | « PA00107084 »                                               | Classé                                                       | 1909                                                         | Croix de chemin |
| Croix Vernaie                                                               | Autigny-la-Tour                          | Chemin d'Autigny à Fruze                                     | 48° 23′ 45″ nord, 5° 45′ 17″ est                             | « PA00107083 »                                               | Classé                                                       | 1909                                                         | Croix Vernaie |
| Église Saint-Brice                                                          | Autreville                               | Le Village                                                   | 48° 29′ 02″ nord, 5° 50′ 56″ est                             | « PA00107085 »                                               | Classé                                                       | 1987                                                         | Église Saint-Brice |
| Abbaye Notre-Dame                                                           | Autrey                                   |                                                              | 48° 17′ 44″ nord, 6° 41′ 16″ est                             | « PA00107086 »                                               | Classé                                                       | 1911 1931 1955                                               | Abbaye Notre-Dame |
| Manufacture royale                                                          | Bains-les-Bains                          | La Manufacture                                               | 47° 59′ 49″ nord, 6° 14′ 00″ est                             | « PA00107087 »                                               | Inscrit                                                      | 1988                                                         | Manufacture royale |
| Croix de chemin                                                             | Balléville                               |                                                              | 48° 19′ 55″ nord, 5° 50′ 46″ est                             | « PA00107089 »                                               | Classé                                                       | 1908                                                         | Croix de chemin |
| Croix de Solana                                                             | Balléville                               |                                                              | 48° 19′ 50″ nord, 5° 50′ 59″ est                             | « PA00107088 »                                               | Classé                                                       | 1907                                                         | Croix de Solana |
| Chapelle Saint-Hubert                                                       | Ban-sur-Meurthe-Clefcy                   | Le Champ des Pierres                                         | 48° 09′ 57″ nord, 6° 59′ 07″ est                             | « PA00125542 »                                               | Inscrit                                                      | 1993                                                         | Chapelle Saint-Hubert |
| Scierie du Lançoir                                                          | Ban-sur-Meurthe-Clefcy                   | Les Blanches Fontaines                                       | 48° 06′ 56″ nord, 6° 57′ 31″ est                             | « PA88000003 »                                               | Inscrit                                                      | 1997                                                         | Scierie du Lançoir |
| Nécropole nationale de La Fontenelle                                        | Ban-de-Sapt                              |                                                              | 48° 20′ 52″ nord, 7° 00′ 00″ est                             | « PA88000058 »                                               | Inscrit                                                      | 2017                                                         | Nécropole nationale de La Fontenelle |
| Croix                                                                       | Barville                                 |                                                              | 48° 23′ 01″ nord, 5° 47′ 19″ est                             | « PA00107090 »                                               | Classé                                                       | 1909                                                         | Croix |
| Croix de cimetière                                                          | Bayecourt                                |                                                              | 48° 16′ 01″ nord, 6° 29′ 19″ est                             | « PA00107093 »                                               | Classé                                                       | 1909                                                         | Image manquante Téléverser |
| Château de Beaufremont                                                      | Beaufremont                              |                                                              | 48° 15′ 27″ nord, 5° 45′ 20″ est                             | « PA00107091 »                                               | Classé                                                       | 1994                                                         | Château de Beaufremont |
| Croix de chemin                                                             | Beaufremont                              |                                                              | 48° 15′ 25″ nord, 5° 45′ 16″ est                             | « PA00107092 »                                               | Classé                                                       | 1906                                                         | Croix de chemin |
| Tumuli du bois Saint-Charles                                                | Beaufremont                              |                                                              | 48° 14′ 31″ nord, 5° 44′ 36″ est                             | « PA88000007 »                                               | Inscrit                                                      | 2000                                                         | Image manquante Téléverser |
| Croix                                                                       | Belmont-sur-Vair                         |                                                              | 48° 15′ 14″ nord, 5° 54′ 23″ est                             | « PA00107094 »                                               | Classé                                                       | 1932                                                         | Croix |
| Abbatiale Saint-Maur                                                        | Bleurville                               |                                                              | 48° 03′ 42″ nord, 5° 57′ 51″ est                             | « PA00107095 »                                               | Classé                                                       | 1986                                                         | Abbatiale Saint-Maur |
| Église Saint-Georges                                                        | Bouzemont                                | Le Village                                                   | 48° 14′ 56″ nord, 6° 14′ 08″ est                             | « PA00107096 »                                               | Classé                                                       | 1987                                                         | Église Saint-Georges |
| Croix de cimetière                                                          | Brouvelieures                            |                                                              | 48° 14′ 04″ nord, 6° 43′ 56″ est                             | « PA00107097 »                                               | Inscrit                                                      | 1937                                                         | Croix de cimetière |
| Musée Henri-Mathieu                                                         | Bruyères                                 | 3 rue Jean-et-Simone-Lurçat                                  | 48° 12′ 30″ nord, 6° 43′ 23″ est                             | « PA00107342 »                                               | Inscrit                                                      | 1991                                                         | Musée Henri-Mathieu |
| Théâtre du Peuple                                                           | Bussang                                  |                                                              | 47° 52′ 56″ nord, 6° 50′ 50″ est                             | « PA00107098 »                                               | Classé                                                       | 1976 2015                                                    | Théâtre du Peuple |
| Scierie de la Hallière                                                      | Celles-sur-Plaine                        |                                                              | 48° 28′ 40″ nord, 6° 58′ 49″ est                             | « PA00107099 »                                               | Classé                                                       | 1978                                                         | Scierie de la Hallière |
| Scierie Lajus                                                               | Celles-sur-Plaine                        |                                                              | 48° 26′ 18″ nord, 6° 55′ 32″ est                             | « PA00107100 »                                               | Inscrit                                                      | 1982                                                         | Scierie Lajus |
| Maison natale de Claude Gellée                                              | Chamagne                                 | 18 rue Claude-Gellée                                         | 48° 24′ 32″ nord, 6° 16′ 49″ est                             | « PA00107101 »                                               | Classé                                                       | 1928                                                         | Maison natale de Claude Gellée |
| Église Notre-Dame                                                           | Champ-le-Duc                             |                                                              | 48° 11′ 29″ nord, 6° 43′ 19″ est                             | « PA00107102 »                                               | Classé                                                       | 1908                                                         | Église Notre-Dame |
| Église du hameau de Saint-Jacques                                           | La Chapelle-devant-Bruyères              |                                                              | 48° 10′ 06″ nord, 6° 50′ 25″ est                             | « PA00107103 »                                               | Inscrit                                                      | 1984                                                         | Église du hameau de Saint-Jacques |
| Église Saint-Nicolas                                                        | Charmes                                  |                                                              | 48° 22′ 16″ nord, 6° 17′ 41″ est                             | « PA00107104 »                                               | Classé Inscrit                                               | 1913 1926                                                    | Église Saint-Nicolas |
| Maison des Loups                                                            | Charmes                                  |                                                              | 48° 22′ 15″ nord, 6° 17′ 38″ est                             | « PA00107105 »                                               | Inscrit                                                      | 1926 2009                                                    | Maison des Loups |
| Église Saint-Laurent                                                        | Châtel-sur-Moselle                       |                                                              | 48° 18′ 49″ nord, 6° 23′ 37″ est                             | « PA00107106 »                                               | Classé                                                       | 1907                                                         | Église Saint-Laurent |
| Forteresse                                                                  | Châtel-sur-Moselle                       |                                                              | 48° 18′ 45″ nord, 6° 23′ 42″ est                             | « PA00107107 »                                               | Inscrit Classé                                               | 1988                                                         | Forteresse |
| Monastère Notre-Dame                                                        | Châtel-sur-Moselle                       | 8 rue des Capucins                                           | 48° 18′ 44″ nord, 6° 23′ 46″ est                             | « PA00107108 »                                               | Inscrit                                                      | 1977                                                         | Monastère Notre-Dame |
| Croix du Vieux Bourg                                                        | Châtenois                                |                                                              | 48° 18′ 05″ nord, 5° 49′ 58″ est                             | « PA00107109 »                                               | Classé                                                       | 1908                                                         | Image manquante Téléverser |
| Croix de Mannecourt                                                         | Châtenois                                | Mannecourt                                                   | 48° 17′ 55″ nord, 5° 50′ 38″ est                             | « PA00107110 »                                               | Classé                                                       | 1908                                                         | Croix de Mannecourt |
| Croix du Breuil                                                             | Châtenois                                | Rue du Breuil                                                | 48° 18′ 08″ nord, 5° 49′ 51″ est                             | « PA00107111 »                                               | Classé                                                       | 1909                                                         | Croix du Breuil |
| Croix de carrefour                                                          | Châtillon-sur-Saône                      |                                                              | 47° 56′ 46″ nord, 5° 52′ 44″ est                             | « PA00107112 »                                               | Classé                                                       | 1909                                                         | Croix de carrefour |
| Hôpital                                                                     | Châtillon-sur-Saône                      |                                                              | 47° 56′ 52″ nord, 5° 53′ 06″ est                             | « PA00107118 »                                               | Classé                                                       | 1984                                                         | Hôpital |
| Hôtel du Gouverneur                                                         | Châtillon-sur-Saône                      |                                                              | 47° 56′ 53″ nord, 5° 53′ 08″ est                             | « PA00107113 »                                               | Inscrit                                                      | 1984                                                         | Hôtel du Gouverneur |
| Hôtel de Lignéville                                                         | Châtillon-sur-Saône                      | Rue du Château                                               | 47° 56′ 54″ nord, 5° 53′ 10″ est                             | « PA00107114 »                                               | Classé                                                       | 1984                                                         | Hôtel de Lignéville |
| Hôtel de Sandrecourt                                                        | Châtillon-sur-Saône                      |                                                              | 47° 56′ 53″ nord, 5° 53′ 07″ est                             | « PA00107115 »                                               | Classé                                                       | 1984                                                         | Hôtel de Sandrecourt |
| Immeuble                                                                    | Châtillon-sur-Saône                      | 8. rue de l'Assaut                                           | 47° 56′ 55″ nord, 5° 53′ 10″ est                             | « PA00107116 »                                               | Inscrit                                                      | 1984                                                         | Immeuble |
| Immeuble Drouin                                                             | Châtillon-sur-Saône                      |                                                              | 47° 56′ 54″ nord, 5° 53′ 08″ est                             | « PA00107117 »                                               | Classé                                                       | 1984                                                         | Immeuble Drouin |
| Prévôté                                                                     | Châtillon-sur-Saône                      |                                                              | 47° 56′ 54″ nord, 5° 53′ 09″ est                             | « PA00107119 »                                               | Inscrit                                                      | 1984                                                         | Prévôté |
| Rempart                                                                     | Châtillon-sur-Saône                      |                                                              | 47° 56′ 56″ nord, 5° 53′ 07″ est                             | « PA00107120 »                                               | Classé                                                       | 1984                                                         | Rempart |
| Église Saint-Epvre                                                          | Contrexéville                            |                                                              | 48° 10′ 45″ nord, 5° 53′ 44″ est                             | « PA00107121 »                                               | Inscrit                                                      | 1926                                                         | Église Saint-Epvre |
| Gare de Contrexéville                                                       | Contrexéville                            | 242 avenue du Roi Stanislas                                  | 48° 10′ 47″ nord, 5° 53′ 26″ est                             | « PA88000050 »                                               | Inscrit                                                      | 2013                                                         | Gare de Contrexéville |
| Croix de chemin                                                             | Courcelles-sous-Châtenois                |                                                              | 48° 19′ 45″ nord, 5° 49′ 20″ est                             | « PA00107122 »                                               | Classé                                                       | 1909                                                         | Croix de chemin |
| Église Notre-Dame-de-l'Assomption                                           | Coussey                                  |                                                              | 48° 24′ 32″ nord, 5° 40′ 57″ est                             | « PA00107123 »                                               | Classé                                                       | 1908 1942                                                    | Église Notre-Dame-de-l'Assomption |
| Chapelle Saint-Marc                                                         | La Croix-aux-Mines                       | Le Chipal                                                    | 48° 12′ 04″ nord, 7° 02′ 37″ est                             | « PA00125543 »                                               | Inscrit                                                      | 1993                                                         | Chapelle Saint-Marc |
| Église Saint-Bénigne                                                        | Damblain                                 |                                                              | 48° 05′ 52″ nord, 5° 39′ 09″ est                             | « PA00107124 »                                               | Classé                                                       | 1964                                                         | Église Saint-Bénigne |
| Calvaire                                                                    | Darney                                   | R.D. 164                                                     | 48° 04′ 44″ nord, 6° 03′ 02″ est                             | « PA00107126 »                                               | Classé                                                       | 1963                                                         | Calvaire |
| Château de Darney                                                           | Darney                                   | Place de la Collégiale                                       | 48° 05′ 06″ nord, 6° 02′ 50″ est                             | « PA00107125 »                                               | Inscrit                                                      | 1984                                                         | Château de Darney |
| Église Sainte-Madeleine                                                     | Darney                                   |                                                              | 48° 05′ 08″ nord, 6° 02′ 43″ est                             | « PA00107347 »                                               | Inscrit                                                      | 1992                                                         | Église Sainte-Madeleine |
| Maison seigneuriale                                                         | Deyvillers                               | Rue des Acacias                                              | 48° 12′ 07″ nord, 6° 30′ 54″ est                             | « PA88000036 »                                               | Inscrit                                                      | 2003                                                         | Maison seigneuriale |
| Église Saint-Étienne                                                        | Dogneville                               | Grand Rue                                                    | 48° 13′ 23″ nord, 6° 27′ 35″ est                             | « PA88000051 »                                               | Inscrit                                                      | 2013                                                         | Église Saint-Étienne |
| Croix de cimetière                                                          | Dolaincourt                              |                                                              | 48° 20′ 23″ nord, 5° 48′ 50″ est                             | « PA00107127 »                                               | Classé                                                       | 1909                                                         | Croix de cimetière |
| Croix                                                                       | Dolaincourt                              |                                                              | 48° 20′ 23″ nord, 5° 48′ 50″ est                             | « PA00107128 »                                               | Classé                                                       | 1909                                                         | Croix |
| Église Saint-Genest                                                         | Dolaincourt                              |                                                              | 48° 20′ 23″ nord, 5° 48′ 50″ est                             | « PA00107325 »                                               | Inscrit                                                      | 1989                                                         | Église Saint-Genest |
| Église Saint-Brice                                                          | Dombrot-le-Sec                           |                                                              | 48° 08′ 40″ nord, 5° 54′ 36″ est                             | « PA00107129 »                                               | Classé                                                       | 1907                                                         | Église Saint-Brice |
| Croix de carrefour                                                          | Domèvre-sur-Durbion                      |                                                              | 48° 16′ 48″ nord, 6° 28′ 01″ est                             | « PA00107130 »                                               | Classé                                                       | 1908                                                         | Croix de carrefour |
| Église Saint-Maurice de Domèvre-sur-Durbion                                 | Domèvre-sur-Durbion                      |                                                              | 48° 17′ 07″ nord, 6° 28′ 20″ est                             | « PA00107131 »                                               | Inscrit                                                      | 1926                                                         | Église Saint-Maurice de Domèvre-sur-Durbion |
| Église Saint-Laurent du Haut de Belmont                                     | Domfaing                                 |                                                              | 48° 13′ 33″ nord, 6° 44′ 50″ est                             | « PA00107132 »                                               | Inscrit                                                      | 1926                                                         | Église Saint-Laurent du Haut de Belmont |
| Église Saint-Julien                                                         | Domjulien                                |                                                              | 48° 15′ 09″ nord, 5° 59′ 50″ est                             | « PA00107133 »                                               | Inscrit                                                      | 1925                                                         | Église Saint-Julien |
| Château de Dommartin-sur-Vraine                                             | Dommartin-sur-Vraine                     | Le Château                                                   | 48° 20′ 11″ nord, 5° 54′ 06″ est                             | « PA88000038 »                                               | Inscrit                                                      | 2004                                                         | Château de Dommartin-sur-Vraine |
| Croix de chemin                                                             | Dommartin-sur-Vraine                     |                                                              | 48° 20′ 10″ nord, 5° 54′ 09″ est                             | « PA00107134 »                                               | Classé                                                       | 1908                                                         | Croix de chemin |
| Église Saint-Martin                                                         | Dommartin-sur-Vraine                     | Le Village Rue de l'Église                                   | 48° 20′ 10″ nord, 5° 54′ 10″ est                             | « PA88000039 »                                               | Inscrit                                                      | 2004                                                         | Église Saint-Martin |
| Croix                                                                       | Dompaire                                 |                                                              | 48° 13′ 14″ nord, 6° 13′ 43″ est                             | « PA00107135 »                                               | Inscrit                                                      | 1926                                                         | Croix |
| Église Saint-Jean-Baptiste                                                  | Dompaire                                 |                                                              | 48° 13′ 38″ nord, 6° 13′ 11″ est                             | « PA00107136 »                                               | Classé                                                       | 1943                                                         | Église Saint-Jean-Baptiste |
| Basilique du Bois-Chenu                                                     | Domrémy-la-Pucelle                       | Le Bois-Chenu                                                | 48° 25′ 41″ nord, 5° 40′ 10″ est                             | « PA88000042 »                                               | Classé                                                       | 2013                                                         | Basilique du Bois-Chenu |
| Église Saint-Remy                                                           | Domrémy-la-Pucelle                       |                                                              | 48° 26′ 32″ nord, 5° 40′ 29″ est                             | « PA00107137 »                                               | Classé                                                       | 1946                                                         | Église Saint-Remy |
| Maison natale de Jeanne d'Arc                                               | Domrémy-la-Pucelle                       |                                                              | 48° 26′ 32″ nord, 5° 40′ 28″ est                             | « PA00107138 »                                               | Classé                                                       | 1840                                                         | Maison natale de Jeanne d'Arc |
|                                                                             | Épinal                                   | Voir liste des monuments historiques d'Épinal                | Voir liste des monuments historiques d'Épinal                | Voir liste des monuments historiques d'Épinal                | Voir liste des monuments historiques d'Épinal                | Voir liste des monuments historiques d'Épinal                | Voir liste des monuments historiques d'Épinal |
| Église Saint-André                                                          | Esley                                    |                                                              | 48° 10′ 05″ nord, 6° 03′ 34″ est                             | « PA00107163 »                                               | Classé                                                       | 1910                                                         | Église Saint-André |
| Abbaye Saint-Pierre                                                         | Étival-Clairefontaine                    |                                                              | 48° 21′ 52″ nord, 6° 51′ 58″ est                             | « PA00107164 »                                               | Classé Inscrit                                               | 1840 1986                                                    | Abbaye Saint-Pierre |
| Site archéologique                                                          | Étival-Clairefontaine                    |                                                              | 48° 22′ 34″ nord, 6° 51′ 48″ est                             | « PA00107165 »                                               | Classé                                                       | 1969                                                         | Site archéologique |
| Croix de chemin                                                             | Évaux-et-Ménil                           |                                                              | 48° 19′ 36″ nord, 6° 17′ 51″ est                             | « PA00107166 »                                               | Classé                                                       | 1907                                                         | Croix de chemin |
| Église Saint-Mansuy                                                         | Fontenoy-le-Château                      |                                                              | 47° 58′ 28″ nord, 6° 12′ 00″ est                             | « PA00107167 »                                               | Classé                                                       | 1922                                                         | Église Saint-Mansuy |
| Tour des Lombards                                                           | Fontenoy-le-Château                      | Ruelle des Moulins                                           | 47° 58′ 26″ nord, 6° 11′ 54″ est                             | « PA00107168 »                                               | Inscrit                                                      | 1981                                                         | Tour des Lombards |
| Maison Masson-Wald                                                          | Fraize                                   | 16 rue de l'Église                                           | 48° 11′ 13″ nord, 7° 00′ 01″ est                             | « PA00135421 »                                               | Inscrit                                                      | 1995                                                         | Maison Masson-Wald |
| Filature des Aulnes                                                         | Fraize                                   | 14, chemin des Aulnes                                        | 48° 11′ 18″ nord, 6° 59′ 32″ est                             | « PA88000057 »                                               | Inscrit                                                      | 2015                                                         | Filature des Aulnes |
| Château de Bourlémont                                                       | Frebécourt                               |                                                              | 48° 23′ 24″ nord, 5° 39′ 42″ est                             | « PA00107169 »                                               | Inscrit                                                      | 1977                                                         | Château de Bourlémont |
| Croix de carrefour                                                          | Frenelle-la-Grande                       |                                                              | 48° 21′ 27″ nord, 6° 05′ 23″ est                             | « PA00107170 »                                               | Classé                                                       | 1938                                                         | Croix de carrefour |
| Hautes-Mynes du Thillot                                                     | Fresse-sur-Moselle                       |                                                              | 47° 51′ 37″ nord, 6° 46′ 12″ est                             | « PA00135422 »                                               | Classé Inscrit                                               | 1995                                                         | Hautes-Mynes du Thillot |
| Croix de village                                                            | Fréville                                 |                                                              | 48° 19′ 34″ nord, 5° 36′ 32″ est                             | « PA00107171 »                                               | Classé                                                       | 1908                                                         | Croix de village |
| Maison                                                                      | Frizon                                   | 230 allée des Marronniers                                    | 48° 17′ 17″ nord, 6° 21′ 55″ est                             | « PA88000043 »                                               | Inscrit                                                      | 2009                                                         | Maison |
| Église Saint-Martin                                                         | Gelvécourt-et-Adompt                     |                                                              | 48° 12′ 01″ nord, 6° 09′ 49″ est                             | « PA00107172 »                                               | Inscrit                                                      | 1926                                                         | Église Saint-Martin |
| Croix de chemin                                                             | Gendreville                              | Place de l'Église                                            | 48° 14′ 02″ nord, 5° 43′ 00″ est                             | « PA00107173 »                                               | Classé                                                       | 1906                                                         | Croix de chemin |
| Immeuble Chevroton                                                          | Gérardmer                                | 3 rue de l'Église                                            | 48° 04′ 16″ nord, 6° 52′ 41″ est                             | « PA00107174 »                                               | Inscrit                                                      | 1979                                                         | Immeuble Chevroton |
| Pont des Fées                                                               | Gérardmer également sur Xonrupt-Longemer |                                                              | 48° 05′ 11″ nord, 6° 54′ 11″ est                             | « PA00107175 »                                               | Inscrit                                                      | 1972                                                         | Pont des Fées |
| Chapelle Saint-Del                                                          | Gerbamont                                | Grand-Clozel                                                 | 48° 00′ 17″ nord, 6° 45′ 14″ est                             | « PA00125544 »                                               | Inscrit                                                      | 1993                                                         | Chapelle Saint-Del |
| Chapelle Sainte-Anne                                                        | Gerbépal                                 | Martimpré                                                    | 48° 06′ 18″ nord, 6° 54′ 17″ est                             | « PA00107329 »                                               | Inscrit                                                      | 1990                                                         | Chapelle Sainte-Anne |
| Croix de cimetière                                                          | Gigney                                   |                                                              | 48° 13′ 49″ nord, 6° 20′ 15″ est                             | « PA00107176 »                                               | Classé                                                       | 1908                                                         | Croix de cimetière |
| Château de Girecourt-sur-Durbion                                            | Girecourt-sur-Durbion                    | Le Village                                                   | 48° 14′ 48″ nord, 6° 36′ 06″ est                             | « PA00132652 »                                               | Inscrit                                                      | 1997                                                         | Château de Girecourt-sur-Durbion |
| Église de la Nativité-de-Notre-Dame                                         | Girmont                                  |                                                              | 48° 15′ 39″ nord, 6° 26′ 15″ est                             | « PA00107177 »                                               | Inscrit                                                      | 1925                                                         | Église de la Nativité-de-Notre-Dame |
| Église Saint-Remy                                                           | Godoncourt                               |                                                              | 47° 59′ 54″ nord, 5° 55′ 16″ est                             | « PA00107178 »                                               | Classé                                                       | 1907                                                         | Église Saint-Remy |
| Église Saint-Paul                                                           | Gorhey                                   |                                                              | 48° 11′ 42″ nord, 6° 17′ 02″ est                             | « PA00107179 »                                               | Inscrit Classé                                               | 1989 1990                                                    | Église Saint-Paul |
| Amphithéâtre                                                                | Grand                                    |                                                              | 48° 23′ 06″ nord, 5° 29′ 28″ est                             | « PA00107180 »                                               | Classé                                                       | 1846                                                         | Amphithéâtre |
| Basilique de Grand                                                          | Grand                                    |                                                              | 48° 23′ 02″ nord, 5° 29′ 08″ est                             | « PA00107181 »                                               | Classé                                                       | 1884                                                         | Basilique de Grand |
| Chapelle Saint-Libaire                                                      | Grand                                    | Chemin de la Grande-Chapelle                                 | 48° 23′ 17″ nord, 5° 29′ 27″ est                             | « PA00107182 »                                               | Classé                                                       | 2005                                                         | Chapelle Saint-Libaire |
| Église Sainte-Libaire                                                       | Grand                                    |                                                              | 48° 23′ 05″ nord, 5° 29′ 11″ est                             | « PA00107183 »                                               | Classé                                                       | 1994                                                         | Église Sainte-Libaire |
| Maison de Didier                                                            | Grand                                    |                                                              | 48° 23′ 04″ nord, 5° 29′ 09″ est                             | « PA88000059 »                                               | Inscrit                                                      | 2019                                                         | Image manquante Téléverser |
| Villa romaine de la Fontainotte                                             | Grand                                    | Rue de Brechainville                                         | 48° 22′ 52″ nord, 5° 29′ 03″ est                             | « PA88000052 »                                               | Inscrit                                                      | 2013                                                         | Villa romaine de la Fontainotte |
| Chapelle de Bermont                                                         | Greux                                    | La Chapelle                                                  | 48° 28′ 05″ nord, 5° 40′ 28″ est                             | « PA88000006 »                                               | Inscrit                                                      | 1998                                                         | Chapelle de Bermont |
| Croix de carrefour                                                          | Gruey-lès-Surance                        |                                                              | 48° 02′ 19″ nord, 6° 11′ 10″ est                             | « PA00107184 »                                               | Classé                                                       | 1982                                                         | Croix de carrefour |
| Église Saint-Barthélemy                                                     | Gugney-aux-Aulx                          |                                                              | 48° 18′ 20″ nord, 6° 16′ 06″ est                             | « PA00107185 »                                               | Inscrit                                                      | 1926                                                         | Église Saint-Barthélemy |
| Croix de chemin                                                             | Hagnéville-et-Roncourt                   |                                                              | 48° 15′ 09″ nord, 5° 47′ 58″ est                             | « PA00107186 »                                               | Classé                                                       | 1908                                                         | Croix de chemin |
| Église Saint-Nicolas                                                        | Igney                                    |                                                              | 48° 16′ 26″ nord, 6° 23′ 46″ est                             | « PA00107187 »                                               | Classé                                                       | 1905                                                         | Église Saint-Nicolas |
| Église Saint-Brice                                                          | Isches                                   |                                                              | 48° 01′ 01″ nord, 5° 49′ 51″ est                             | « PA00107188 »                                               | Classé                                                       | 1899                                                         | Église Saint-Brice |
| Chapelle d'Aureil-Maison                                                    | Lamarche                                 | Aureil-Maison                                                | 48° 03′ 29″ nord, 5° 47′ 13″ est                             | « PA00107189 »                                               | Inscrit                                                      | 1926                                                         | Chapelle d'Aureil-Maison |
| Église Notre-Dame-de-l'Assomption                                           | Lamarche                                 | Rue Guillaume-de-Lamarche                                    | 48° 04′ 09″ nord, 5° 46′ 50″ est                             | « PA00107190 »                                               | Classé                                                       | 1997                                                         | Église Notre-Dame-de-l'Assomption |
| Immeuble                                                                    | Lamarche                                 | 31 rue du Colonel-Renard                                     | 48° 04′ 07″ nord, 5° 46′ 56″ est                             | « PA00107191 »                                               | Classé Inscrit                                               | 1972                                                         | Image manquante Téléverser |
| Église de l'Assomption-de-Notre-Dame                                        | Landaville                               |                                                              | 48° 17′ 31″ nord, 5° 44′ 49″ est                             | « PA00107192 »                                               | Inscrit                                                      | 1926                                                         | Église de l'Assomption-de-Notre-Dame |
| Croix de cimetière                                                          | Liffol-le-Grand                          |                                                              | 48° 19′ 23″ nord, 5° 34′ 59″ est                             | « PA00107193 »                                               | Classé                                                       | 1909                                                         | Image manquante Téléverser |
| Église Saint-Pierre-aux-Liens                                               | Lignéville                               |                                                              | 48° 10′ 02″ nord, 5° 57′ 08″ est                             | « PA00107194 »                                               | Inscrit                                                      | 1948                                                         | Église Saint-Pierre-aux-Liens |
| Croix de chemin                                                             | Malaincourt                              |                                                              | 48° 13′ 15″ nord, 5° 45′ 41″ est                             | « PA00107195 »                                               | Classé                                                       | 1913                                                         | Croix de chemin |
| Église Saint-Remi                                                           | Martigny-les-Bains                       |                                                              | 48° 06′ 18″ nord, 5° 49′ 28″ est                             | « PA00107196 »                                               | Inscrit                                                      | 1926                                                         | Église Saint-Remi |
| Ensemble thermal                                                            | Martigny-les-Bains                       | Le Parc                                                      | 48° 06′ 23″ nord, 5° 49′ 32″ est                             | « PA00107197 »                                               | Inscrit Classé                                               | 1987 1996                                                    | Ensemble thermal |
| Église Saint-Pierre-aux-Liens                                               | Martinvelle                              |                                                              | 47° 58′ 32″ nord, 5° 59′ 58″ est                             | « PA00107198 »                                               | Classé Inscrit                                               | 1913 1926                                                    | Église Saint-Pierre-aux-Liens |
| Basilique Saint-Pierre-Fourier                                              | Mattaincourt                             |                                                              | 48° 16′ 46″ nord, 6° 08′ 02″ est                             | « PA00107199 »                                               | Inscrit                                                      | 1984                                                         | Basilique Saint-Pierre-Fourier |
| Croix de chemin                                                             | Mazirot                                  |                                                              | 48° 19′ 01″ nord, 6° 08′ 49″ est                             | « PA00107200 »                                               | Classé                                                       | 1908                                                         | Croix de chemin |
| Église Notre-Dame                                                           | Médonville                               |                                                              | 48° 13′ 11″ nord, 5° 43′ 49″ est                             | « PA00107201 »                                               | Classé                                                       | 1914                                                         | Église Notre-Dame |
| Chapelle de la Oultre                                                       | Mirecourt                                | Rue du Haut-de-Chaumont                                      | 48° 17′ 58″ nord, 6° 08′ 22″ est                             | « PA00107202 »                                               | Inscrit                                                      | 1982                                                         | Chapelle de la Oultre |
| Couvent de la Congrégation-Notre-Dame                                       | Mirecourt                                |                                                              | 48° 18′ 05″ nord, 6° 08′ 01″ est                             | « PA00107326 »                                               | Classé                                                       | 1989                                                         | Couvent de la Congrégation-Notre-Dame |
| Église de la Nativité-de-Notre-Dame                                         | Mirecourt                                |                                                              | 48° 18′ 04″ nord, 6° 08′ 05″ est                             | « PA00107203 »                                               | Classé                                                       | 1985                                                         | Église de la Nativité-de-Notre-Dame |
| Halles                                                                      | Mirecourt                                |                                                              | 48° 18′ 01″ nord, 6° 08′ 02″ est                             | « PA00107204 »                                               | Classé                                                       | 1913                                                         | Halles |
| Pont Stanislas                                                              | Mirecourt                                |                                                              | 48° 18′ 02″ nord, 6° 08′ 13″ est                             | « PA00107205 »                                               | Inscrit                                                      | 1982                                                         | Pont Stanislas |
| Puits communal                                                              | Mirecourt                                | Rue Chanzy                                                   | 48° 17′ 50″ nord, 6° 08′ 01″ est                             | « PA00107206 »                                               | Classé                                                       | 1927                                                         | Puits communal |
| Puits                                                                       | Mirecourt                                | Rue du Docteur-Joyeux                                        | 48° 18′ 03″ nord, 6° 08′ 06″ est                             | « PA00107207 »                                               | Inscrit                                                      | 1984                                                         | Puits |
| Prieuré                                                                     | Morizécourt                              |                                                              | 48° 04′ 04″ nord, 5° 51′ 25″ est                             | « PA00107208 »                                               | Inscrit                                                      | 1976                                                         | Prieuré |
| Filature de Moussey                                                         | Moussey                                  |                                                              | 48° 25′ 59″ nord, 7° 01′ 49″ est                             | « PA00107209 »                                               | Inscrit                                                      | 1988                                                         | Filature de Moussey |
| Abbaye de Moyenmoutier                                                      | Moyenmoutier                             | Ancienne abbaye bénédictine                                  | 48° 22′ 43″ nord, 6° 54′ 46″ est                             | « PA00107210 »                                               | Classé                                                       | 1840 1913 1994                                               | Abbaye de Moyenmoutier |
|                                                                             | Neufchâteau                              | Voir liste des monuments historiques de Neufchâteau          | Voir liste des monuments historiques de Neufchâteau          | Voir liste des monuments historiques de Neufchâteau          | Voir liste des monuments historiques de Neufchâteau          | Voir liste des monuments historiques de Neufchâteau          | Voir liste des monuments historiques de Neufchâteau |
| Maison seigneuriale du Houx                                                 | Parey-sous-Montfort                      | 43 rue du Gras                                               | 48° 15′ 05″ nord, 5° 56′ 40″ est                             | « PA88000037 »                                               | Inscrit                                                      | 2003 2006                                                    | Maison seigneuriale du Houx |
| Prieuré                                                                     | Parey-sous-Montfort                      | Rue du Gras                                                  | 48° 15′ 07″ nord, 5° 56′ 43″ est                             | « PA88000004 »                                               | Inscrit                                                      | 1997                                                         | Prieuré |
| Bain des Capucins                                                           | Plombières-les-Bains                     | Rue des Sybilles Rue Liétard                                 | 47° 57′ 56″ nord, 6° 27′ 32″ est                             | « PA88000025 »                                               | Inscrit                                                      | 2001                                                         | Bain des Capucins |
| Bain Stanislas                                                              | Plombières-les-Bains                     | Rue Stanislas                                                | 47° 57′ 56″ nord, 6° 27′ 39″ est                             | « PA00107222 »                                               | Inscrit                                                      | 2001                                                         | Bain Stanislas |
| Bain Montaigne                                                              | Plombières-les-Bains                     | Rue Stanislas                                                | 47° 57′ 56″ nord, 6° 27′ 37″ est                             | « PA88000027 »                                               | Inscrit                                                      | 2001                                                         | Bain Montaigne |
| Bain national                                                               | Plombières-les-Bains                     | Rue Liétard                                                  | 47° 57′ 55″ nord, 6° 27′ 33″ est                             | « PA88000028 »                                               | Inscrit                                                      | 2001                                                         | Bain national |
| Bain romain                                                                 | Plombières-les-Bains                     | Place du Bain-Romain                                         | 47° 57′ 56″ nord, 6° 27′ 34″ est                             | « PA88000029 »                                               | Inscrit                                                      | 2001                                                         | Bain romain |
| Bain tempéré                                                                | Plombières-les-Bains                     | Rue des Sybilles                                             | 47° 57′ 56″ nord, 6° 27′ 33″ est                             | « PA88000030 »                                               | Inscrit                                                      | 2001                                                         | Bain tempéré |
| Église Saint-Amé                                                            | Plombières-les-Bains                     | Rue Grillot                                                  | 47° 57′ 58″ nord, 6° 27′ 44″ est                             | « PA00135423 »                                               | Inscrit                                                      | 1995                                                         | Église Saint-Amé |
| Forge de Ruaux                                                              | Plombières-les-Bains                     | La Forgette                                                  | 47° 57′ 57″ nord, 6° 22′ 11″ est                             | « PA00107343 »                                               | Inscrit                                                      | 1991                                                         | Forge de Ruaux |
| Maison des Arcades                                                          | Plombières-les-Bains                     | Rue Stanislas                                                | 47° 57′ 56″ nord, 6° 27′ 36″ est                             | « PA00107223 »                                               | Inscrit                                                      | 1927                                                         | Maison des Arcades |
| Maison de retraite                                                          | Plombières-les-Bains                     | 2-6 rue Grillot                                              | 47° 57′ 59″ nord, 6° 27′ 47″ est                             | « PA88000023 »                                               | Inscrit                                                      | 2000                                                         | Maison de retraite |
| Monument au peintre Louis Français                                          | Plombières-les-Bains                     | Square Louis-Français                                        | 47° 57′ 54″ nord, 6° 27′ 34″ est                             | « PA88000026 »                                               | Inscrit                                                      | 2001                                                         | Monument au peintre Louis Français |
| Pavillon des Princes                                                        | Plombières-les-Bains                     | Passage des Capucins                                         | 47° 57′ 55″ nord, 6° 27′ 33″ est                             | « PA00107224 »                                               | Inscrit                                                      | 1930                                                         | Pavillon des Princes |
| Piscine Jutier                                                              | Plombières-les-Bains                     | Rue Stanislas                                                | 47° 57′ 57″ nord, 6° 27′ 37″ est                             | « PA00107220 »                                               | Classé                                                       | 1980                                                         | Piscine Jutier |
| Source du Crucifix                                                          | Plombières-les-Bains                     | Rue Stanislas                                                | 47° 57′ 57″ nord, 6° 27′ 36″ est                             | « PA00107221 »                                               | Inscrit                                                      | 1926                                                         | Source du Crucifix |
| Thermes Napoléon                                                            | Plombières-les-Bains                     | Avenue des États-Unis                                        | 47° 57′ 47″ nord, 6° 27′ 21″ est                             | « PA88000031 »                                               | Inscrit                                                      | 2001                                                         | Thermes Napoléon |
| Église Saint-Martin                                                         | Pompierre                                |                                                              | 48° 15′ 36″ nord, 5° 40′ 25″ est                             | « PA00107225 »                                               | Classé                                                       | 1908                                                         | Église Saint-Martin |
| Filature de Vincey                                                          | Portieux                                 | Pré-le-Noyer                                                 | 48° 20′ 29″ nord, 6° 20′ 09″ est                             | « PA00107339 »                                               | Inscrit                                                      | 1991                                                         | Filature de Vincey |
| Puits couvert                                                               | Poussay                                  |                                                              | 48° 19′ 13″ nord, 6° 07′ 25″ est                             | « PA00107226 »                                               | Inscrit                                                      | 1926                                                         | Puits couvert |
| Église Sainte-Catherine                                                     | Provenchères-sur-Fave                    |                                                              | 48° 18′ 33″ nord, 7° 04′ 48″ est                             | « PA00107344 »                                               | Classé                                                       | 1995                                                         | Église Sainte-Catherine |
| Chapelle Saint-Antoine                                                      | Rambervillers                            |                                                              | 48° 20′ 41″ nord, 6° 38′ 26″ est                             | « PA00107227 »                                               | Inscrit                                                      | 1933                                                         | Chapelle Saint-Antoine |
| Château des Capucins                                                        | Rambervillers                            | Les Capucins 16 rue Alban-Fournier                           | 48° 21′ 02″ nord, 6° 38′ 02″ est                             | « PA88000041 »                                               | Inscrit                                                      | 2004                                                         | Château des Capucins |
| Château de Rambervillers                                                    | Rambervillers                            | Rue du Château                                               | 48° 20′ 49″ nord, 6° 38′ 02″ est                             | « PA00107228 »                                               | Inscrit                                                      | 1988                                                         | Château de Rambervillers |
| École du Centre                                                             | Rambervillers                            | 10 rue Masson                                                | 48° 20′ 45″ nord, 6° 38′ 02″ est                             | « PA00135424 »                                               | Inscrit                                                      | 1995                                                         | École du Centre |
| Église Sainte-Libaire                                                       | Rambervillers                            | Rue de l'Église                                              | 48° 20′ 45″ nord, 6° 38′ 10″ est                             | « PA00107229 »                                               | Classé                                                       | 1986                                                         | Église Sainte-Libaire |
| Hôtel de ville                                                              | Rambervillers                            |                                                              | 48° 20′ 48″ nord, 6° 38′ 07″ est                             | « PA00107231 »                                               | Classé                                                       | 1900                                                         | Hôtel de ville |
| Immeuble                                                                    | Rambervillers                            | 64 rue Carnot                                                | 48° 20′ 35″ nord, 6° 38′ 06″ est                             | « PA00125545 »                                               | Inscrit                                                      | 1993                                                         | Immeuble |
| Manufacture vosgienne de grandes orgues                                     | Rambervillers                            | 1 rue du Commandant-Petitjean                                | 48° 20′ 47″ nord, 6° 38′ 20″ est                             | « PA88000049 »                                               | Inscrit                                                      | 2012                                                         | Manufacture vosgienne de grandes orgues |
| Tour d'Anglemein                                                            | Rambervillers                            | 13 rue du Docteur-Lardier                                    | 48° 20′ 46″ nord, 6° 38′ 15″ est                             | « PA88000033 »                                               | Inscrit                                                      | 2002                                                         | Tour d'Anglemein |
| Tour                                                                        | Rambervillers                            | Rue Maurice-Alexandre                                        | 48° 20′ 47″ nord, 6° 38′ 02″ est                             | « PA00107230 »                                               | Inscrit                                                      | 1988                                                         | Tour |
| Église Saint-Luc                                                            | Raon-l'Étape                             |                                                              | 48° 24′ 28″ nord, 6° 50′ 39″ est                             | « PA00107232 »                                               | Inscrit                                                      | 1986                                                         | Église Saint-Luc |
| Fontaine de l'Automne                                                       | Raon-l'Étape                             | Place de la Martyrs-de-la-Résistance                         | 48° 24′ 32″ nord, 6° 50′ 32″ est                             | « PA00107242 »                                               | Classé                                                       | 1995                                                         | Fontaine de l'Automne |
| Fontaine du Bonheur                                                         | Raon-l'Étape                             | Quai de la Victoire                                          | 48° 24′ 23″ nord, 6° 50′ 31″ est                             | « PA00107242 »                                               | Classé                                                       | 1995                                                         | Fontaine du Bonheur |
| Fontaine de la Chèvre                                                       | Raon-l'Étape                             | Rue Victor-Brajon Rue Jules-Ferry                            | 48° 24′ 30″ nord, 6° 50′ 29″ est                             | « PA00107242 »                                               | Classé                                                       | 1995                                                         | Fontaine de la Chèvre |
| Fontaine de la Concorde                                                     | Raon-l'Étape                             | Rue Anatole-France                                           | 48° 24′ 22″ nord, 6° 50′ 38″ est                             | « PA00107242 »                                               | Classé                                                       | 1995                                                         | Fontaine de la Concorde |
| Fontaine de Diane de Fabies                                                 | Raon-l'Étape                             | Avenue du Général-de-Gaulle                                  | 48° 24′ 33″ nord, 6° 50′ 21″ est                             | « PA00107242 »                                               | Classé                                                       | 1995                                                         | Fontaine de Diane de Fabies |
| Fontaine de l'Enfant                                                        | Raon-l'Étape                             | Rue Wessval                                                  | 48° 24′ 33″ nord, 6° 50′ 44″ est                             | « PA00107242 »                                               | Classé                                                       | 1995                                                         | Fontaine de l'Enfant |
| Fontaine de l'Enfant et du Cygne                                            | Raon-l'Étape                             |                                                              | 48° 24′ 25″ nord, 6° 50′ 39″ est                             | « PA00107242 »                                               | Classé                                                       | 1995                                                         | Fontaine de l'Enfant et du Cygne |
| Fontaine de Minerve                                                         | Raon-l'Étape                             | Rue Aristide-Briand                                          | 48° 24′ 16″ nord, 6° 50′ 51″ est                             | « PA00107242 »                                               | Classé                                                       | 1995                                                         | Fontaine de Minerve |
| Fontaine de la Pomme de Pin                                                 | Raon-l'Étape                             | Rue Adrien-Sadoul Rue Auguste-Ferry                          | 48° 24′ 30″ nord, 6° 50′ 33″ est                             | « PA00107242 »                                               | Classé                                                       | 1995                                                         | Fontaine de la Pomme de Pin |
| Fontaine des Quatre Lions                                                   | Raon-l'Étape                             | Rue Abbé-Claude Rue Jules-Ferry                              | 48° 24′ 23″ nord, 6° 50′ 43″ est                             | « PA00107242 »                                               | Classé                                                       | 1995                                                         | Fontaine des Quatre Lions |
| Fontaine des Trois Coliches                                                 | Raon-l'Étape                             | Rue Jules-Ferry                                              | 48° 24′ 20″ nord, 6° 50′ 46″ est                             | « PA00107242 »                                               | Classé                                                       | 1995                                                         | Fontaine des Trois Coliches |
| Halle aux grains                                                            | Raon-l'Étape                             | Rue Jules-Ferry                                              | 48° 24′ 24″ nord, 6° 50′ 40″ est                             | « PA00107244 »                                               | Inscrit                                                      | 1986                                                         | Halle aux grains |
| Hôtel de ville                                                              | Raon-l'Étape                             |                                                              | 48° 24′ 26″ nord, 6° 50′ 38″ est                             | « PA00107245 »                                               | Inscrit                                                      | 1986                                                         | Hôtel de ville |
| Museumotel                                                                  | Raon-l'Étape                             | Rue Jean-Baptiste Demenge                                    | 48° 24′ 30″ nord, 6° 50′ 52″ est                             | « PA88000055 »                                               | Classé                                                       | 2014                                                         | Museumotel |
| Pierre-Borne                                                                | Raon-l'Étape                             |                                                              | 48° 25′ 04″ nord, 6° 49′ 44″ est                             | « PA00107246 »                                               | Classé                                                       | 1924                                                         | Pierre-Borne |
| Théâtre                                                                     | Raon-l'Étape                             | Rue Jules-Ferry                                              | 48° 24′ 25″ nord, 6° 50′ 39″ est                             | « PA00107244 »                                               | Inscrit                                                      | 1986                                                         | Théâtre |
| Croix de chemin                                                             | Rebeuville                               | Rue du Faubourg                                              | 48° 20′ 09″ nord, 5° 42′ 17″ est                             | « PA00107247 »                                               | Classé                                                       | 1909                                                         | Image manquante Téléverser |
| Croix                                                                       | Rebeuville                               | Rue de l'Église                                              | 48° 20′ 03″ nord, 5° 42′ 11″ est                             | « PA00107248 »                                               | Classé                                                       | 1909                                                         | Image manquante Téléverser |
| Croix                                                                       | Rebeuville                               | Rue du Cougnot                                               | 48° 20′ 08″ nord, 5° 42′ 04″ est                             | « PA00107249 »                                               | Classé                                                       | 1909                                                         | Image manquante Téléverser |
| Croix                                                                       | Rebeuville                               |                                                              | 48° 19′ 59″ nord, 5° 42′ 02″ est                             | « PA00107250 »                                               | Classé                                                       | 1909                                                         | Image manquante Téléverser |
| Château de Lichecourt                                                       | Relanges                                 |                                                              | 48° 05′ 53″ nord, 5° 59′ 57″ est                             | « PA00107251 »                                               | Inscrit                                                      | 1973 1986                                                    | Château de Lichecourt |
| Église Notre-Dame                                                           | Relanges                                 |                                                              | 48° 06′ 41″ nord, 6° 00′ 47″ est                             | « PA00107252 »                                               | Classé                                                       | 1899                                                         | Église Notre-Dame |
| Abbaye de Remiremont                                                        | Remiremont                               |                                                              | 48° 00′ 56″ nord, 6° 35′ 29″ est                             | « PA00107253 »                                               | Classé                                                       | 1983                                                         | Abbaye de Remiremont |
| Chapelle de la Madeleine                                                    | Remiremont                               | Route de Bussang                                             | 48° 00′ 29″ nord, 6° 36′ 26″ est                             | « PA00107345 »                                               | Inscrit                                                      | 1991                                                         | Chapelle de la Madeleine |
| Fontaine d'Amphitrite                                                       | Remiremont                               | 12 rue du Général-Humbert                                    | 48° 00′ 54″ nord, 6° 35′ 22″ est                             | « PA00107254 »                                               | Classé                                                       | 1966                                                         | Fontaine d'Amphitrite |
| Fontaine des Capucins                                                       | Remiremont                               |                                                              | 48° 00′ 56″ nord, 6° 35′ 40″ est                             | « PA88000001 »                                               | Inscrit                                                      | 1996                                                         | Fontaine des Capucins |
| Fontaine du Cygne                                                           | Remiremont                               |                                                              | 48° 00′ 59″ nord, 6° 35′ 33″ est                             | « PA88000001 »                                               | Inscrit                                                      | 1996                                                         | Fontaine du Cygne |
| Fontaine des Dauphins                                                       | Remiremont                               |                                                              | 48° 01′ 00″ nord, 6° 35′ 22″ est                             | « PA88000001 »                                               | Inscrit                                                      | 1996                                                         | Fontaine des Dauphins |
| Fontaine de l'Empereur                                                      | Remiremont                               |                                                              | 48° 00′ 53″ nord, 6° 35′ 45″ est                             | « PA88000001 »                                               | Inscrit                                                      | 1996                                                         | Fontaine de l'Empereur |
| Fontaine du jardin des Olives                                               | Remiremont                               |                                                              | 48° 00′ 55″ nord, 6° 35′ 30″ est                             | « PA88000001 »                                               | Inscrit                                                      | 1996                                                         | Fontaine du jardin des Olives |
| Fontaine de Neptune                                                         | Remiremont                               | 12 rue du Général-Humbert                                    | 48° 00′ 55″ nord, 6° 35′ 26″ est                             | « PA00107254 »                                               | Classé                                                       | 1966                                                         | Fontaine de Neptune |
| Fontaine de la place de Mesdames                                            | Remiremont                               |                                                              | 48° 00′ 55″ nord, 6° 35′ 27″ est                             | « PA88000001 »                                               | Inscrit                                                      | 1996                                                         | Fontaine de la place de Mesdames |
| Fontaine de la rue Maucervelle                                              | Remiremont                               |                                                              | 48° 00′ 52″ nord, 6° 35′ 42″ est                             | « PA88000001 »                                               | Inscrit                                                      | 1996                                                         | Fontaine de la rue Maucervelle |
| Fontaine de la rue de la Xavée                                              | Remiremont                               |                                                              | 48° 01′ 07″ nord, 6° 35′ 22″ est                             | « PA88000001 »                                               | Inscrit                                                      | 1996                                                         | Fontaine de la rue de la Xavée |
| Hôpital-hospice Sainte-Béatrix                                              | Remiremont                               |                                                              | 48° 00′ 51″ nord, 6° 35′ 29″ est                             | « PA00107255 »                                               | Inscrit                                                      | 1974                                                         | Hôpital-hospice Sainte-Béatrix |
| Palais abbatial                                                             | Remiremont                               | 1 place de l'Abbaye                                          | 48° 00′ 56″ nord, 6° 35′ 30″ est                             | « PA00107257 »                                               | Inscrit                                                      | 1965                                                         | Palais abbatial |
| Statue du Volontaire de 1792                                                | Remiremont                               | Rue de la Xavée à l'intersection de la rue Charles-de-Gaulle | 48° 01′ 02″ nord, 6° 35′ 23″ est                             | « PA88000002 »                                               | Inscrit                                                      | 1996                                                         | Statue du Volontaire de 1792 |
| Église Saint-Remi                                                           | Remoncourt                               |                                                              | 48° 13′ 46″ nord, 6° 03′ 04″ est                             | « PA00107258 »                                               | Classé                                                       | 1990                                                         | Église Saint-Remi |
| Chapelle Saint-Nicolas                                                      | Removille                                |                                                              | 48° 21′ 46″ nord, 5° 50′ 17″ est                             | « PA00132653 »                                               | Inscrit                                                      | 1994                                                         | Chapelle Saint-Nicolas |
| Croix de chemin                                                             | Removille                                | Rue des Halles                                               | 48° 21′ 53″ nord, 5° 50′ 11″ est                             | « PA00107259 »                                               | Classé                                                       | 1908                                                         | Croix de chemin |
| Église Notre-Dame                                                           | Removille                                |                                                              | 48° 21′ 47″ nord, 5° 50′ 36″ est                             | « PA00107260 »                                               | Inscrit                                                      | 1926                                                         | Église Notre-Dame |
| Commanderie de Robécourt                                                    | Robécourt                                |                                                              | 48° 08′ 29″ nord, 5° 41′ 49″ est                             | « PA00107262 »                                               | Inscrit                                                      | 1931                                                         | Commanderie de Robécourt |
| Fonderie de cloches Farnier                                                 | Robécourt                                | Le Pré Ferneau                                               | 48° 08′ 24″ nord, 5° 41′ 42″ est                             | « PA00107263 »                                               | Classé                                                       | 1995                                                         | Image manquante Téléverser |
| Croix de chemin                                                             | Rollainville                             |                                                              | 48° 21′ 42″ nord, 5° 44′ 34″ est                             | « PA00107264 »                                               | Classé                                                       | 1908                                                         | Croix de chemin |
| Église Saint-Remy                                                           | Rollainville                             |                                                              | 48° 21′ 40″ nord, 5° 44′ 17″ est                             | « PA00107265 »                                               | Classé                                                       | 1910                                                         | Église Saint-Remy |
| Pont sur la Frezelle                                                        | Rollainville                             |                                                              | 48° 21′ 39″ nord, 5° 44′ 25″ est                             | « PA00107266 »                                               | Classé                                                       | 1984                                                         | Pont sur la Frezelle |
| Maison-forte de Romain-aux-Bois                                             | Romain-aux-Bois                          | Le Village Nord                                              | 48° 04′ 55″ nord, 5° 43′ 05″ est                             | « PA00107267 »                                               | Inscrit                                                      | 1987                                                         | Maison-forte de Romain-aux-Bois |
| Église Saint-Evre                                                           | Romain-aux-Bois                          |                                                              | 48° 04′ 57″ nord, 5° 43′ 06″ est                             | « PA00132654 »                                               | Inscrit                                                      | 1994                                                         | Église Saint-Evre |
| Croix de chemin                                                             | Rouvres-la-Chétive                       | Route de Landaville                                          | 48° 18′ 29″ nord, 5° 46′ 30″ est                             | « PA00107269 »                                               | Classé                                                       | 1909                                                         | Croix de chemin |
| Croix Saint-Pierre                                                          | Rouvres-la-Chétive                       | Route d'Épinal                                               | 48° 18′ 39″ nord, 5° 47′ 02″ est                             | « PA00107268 »                                               | Classé                                                       | 1909                                                         | Image manquante Téléverser |
| Église Notre-Dame                                                           | Rozières-sur-Mouzon                      |                                                              | 48° 07′ 16″ nord, 5° 42′ 27″ est                             | « PA00107270 »                                               | Inscrit Classé                                               | 1926 1994                                                    | Église Notre-Dame |
| Commanderie de Xugney                                                       | Rugney                                   | Xugney                                                       | 48° 21′ 13″ nord, 6° 14′ 45″ est                             | « PA00107271 »                                               | Inscrit                                                      | 1926                                                         | Commanderie de Xugney |
| Pont des Fées également sur Saint-Étienne-lès-Remiremont                    | Saint-Amé                                | Les Sous Le Saint-Mont                                       | 48° 01′ 26″ nord, 6° 38′ 01″ est                             | « PA00107272 »                                               | Inscrit                                                      | 1988                                                         | Pont des Féeségalement sur Saint-Étienne-lès-Remiremont |
| Site archéologique du Saint-Mont également sur Saint-Étienne-lès-Remiremont | Saint-Amé                                |                                                              | 48° 01′ 17″ nord, 6° 38′ 03″ est                             | « PA00135425 »                                               | Inscrit                                                      | 1995                                                         | Site archéologique du Saint-Montégalement sur Saint-Étienne-lès-Remiremont                                                                                   |
| Château de Saint-Baslemont                                                  | Saint-Baslemont                          |                                                              | 48° 09′ 08″ nord, 5° 59′ 40″ est                             | « PA00107273 »                                               | Inscrit                                                      | 1937                                                         | Château de Saint-Baslemont |
|                                                                             | Saint-Dié-des-Vosges                     | Voir liste des monuments historiques de Saint-Dié-des-Vosges | Voir liste des monuments historiques de Saint-Dié-des-Vosges | Voir liste des monuments historiques de Saint-Dié-des-Vosges | Voir liste des monuments historiques de Saint-Dié-des-Vosges | Voir liste des monuments historiques de Saint-Dié-des-Vosges | Voir liste des monuments historiques de Saint-Dié-des-Vosges                                                                                                 |
| Église Sainte-Marguerite                                                    | Sainte-Marguerite                        |                                                              | 48° 16′ 07″ nord, 6° 58′ 46″ est                             | « PA00107289 »                                               | Inscrit                                                      | 1926                                                         | Église Sainte-Marguerite |
| Croix de Révillon                                                           | Saint-Étienne-lès-Remiremont             | R.N. 66                                                      | 48° 00′ 12″ nord, 6° 36′ 55″ est                             | « PA00107261 »                                               | Inscrit                                                      | 1942                                                         | Croix de Révillon |
| Haute Borne                                                                 | Saint-Étienne-lès-Remiremont             |                                                              | 48° 01′ 07″ nord, 6° 37′ 46″ est                             | « PA00107285 »                                               | Classé                                                       | 1966                                                         | Haute Borne |
| Pierres-Fittes                                                              | Saint-Étienne-lès-Remiremont             |                                                              | 48° 02′ 27″ nord, 6° 38′ 39″ est                             | « PA00107256 »                                               | Classé                                                       | 1889                                                         | Pierres-Fittes |
| Pont des Fées également sur Saint-Amé                                       | Saint-Étienne-lès-Remiremont             | La Morthomme                                                 | 48° 01′ 26″ nord, 6° 38′ 01″ est                             | « PA00107286 »                                               | Inscrit                                                      | 1988                                                         | Pont des Féeségalement sur Saint-Amé |
| Site archéologique du Saint-Mont également sur Saint-Amé                    | Saint-Étienne-lès-Remiremont             |                                                              | 48° 01′ 17″ nord, 6° 38′ 03″ est                             | « PA00135426 »                                               | Inscrit                                                      | 1995                                                         | Site archéologique du Saint-Montégalement sur Saint-Amé |
| Église Saint-Julien                                                         | Saint-Julien                             |                                                              | 48° 01′ 10″ nord, 5° 53′ 43″ est                             | « PA00107287 »                                               | Classé                                                       | 1908                                                         | Église Saint-Julien |
| Maison de justice                                                           | Saint-Julien                             | Place de l'Église                                            | 48° 01′ 11″ nord, 5° 53′ 41″ est                             | « PA00107288 »                                               | Inscrit                                                      | 1929                                                         | Maison de justice |
| Église Sainte-Menne                                                         | Saint-Menge                              |                                                              | 48° 17′ 21″ nord, 5° 57′ 15″ est                             | « PA00107290 »                                               | Inscrit                                                      | 1926                                                         | Église Sainte-Menne |
| Croix de chemin                                                             | Saint-Ouen-lès-Parey                     |                                                              | 48° 10′ 51″ nord, 5° 45′ 35″ est                             | « PA00107291 »                                               | Classé                                                       | 1913                                                         | Croix de chemin |
| Église de la Sainte-Trinité                                                 | Saint-Ouen-lès-Parey                     | Rue Saint-Ode                                                | 48° 10′ 47″ nord, 5° 45′ 48″ est                             | « PA00132655 »                                               | Inscrit                                                      | 1994                                                         | Église de la Sainte-Trinité |
| Château de Sandaucourt                                                      | Sandaucourt                              |                                                              | 48° 15′ 49″ nord, 5° 50′ 52″ est                             | « PA00107292 »                                               | Classé Inscrit                                               | 1980                                                         | Château de Sandaucourt |
| Croix de chemin                                                             | Sandaucourt                              |                                                              | 48° 15′ 56″ nord, 5° 50′ 45″ est                             | « PA00107293 »                                               | Classé                                                       | 1908                                                         | Croix de chemin |
| Château de Saulxures                                                        | Saulxures-sur-Moselotte                  | Impasse du Château                                           | 47° 56′ 51″ nord, 6° 46′ 04″ est                             | « PA00107294 »                                               | Inscrit                                                      | 1984                                                         | Château de Saulxures |
| Abbaye Saint-Pierre                                                         | Senones                                  | Place Dom-Calmet                                             | 48° 23′ 37″ nord, 6° 58′ 50″ est                             | « PA00107295 »                                               | Inscrit Classé Inscrit                                       | 1983 2005 2012                                               | Abbaye Saint-Pierre |
| Second château des princes de Salm                                          | Senones                                  | 6 place Charles-Thumann                                      | 48° 23′ 46″ nord, 6° 59′ 00″ est                             | « PA00107340 »                                               | Classé                                                       | 1994                                                         | Second château des princes de Salm |
| Hôtel de Bilistein (premier château des princes de Salm)                    | Senones                                  | 1, 2 place Clemenceau 16, 23 place Charles-Thumann           | 48° 23′ 43″ nord, 6° 58′ 57″ est                             | « PA00107296 »                                               | Classé                                                       | 1997                                                         | Hôtel de Bilistein (premier château des princes de Salm) |
| Hôtel Messier                                                               | Senones                                  | 5 place Clemenceau                                           | 48° 23′ 43″ nord, 6° 58′ 56″ est                             | « PA00107297 »                                               | Inscrit                                                      | 1982                                                         | Hôtel Messier |
| Hôtel de Montfort                                                           | Senones                                  | 6 place Clemenceau                                           | 48° 23′ 42″ nord, 6° 58′ 57″ est                             | « PA00107298 »                                               | Inscrit Classé                                               | 1982                                                         | Hôtel de Montfort |
| Jardins du Prince Charles                                                   | Senones                                  |                                                              | 48° 23′ 41″ nord, 6° 58′ 59″ est                             | « PA00107341 »                                               | Inscrit                                                      | 1991                                                         | Jardins du Prince Charles |
| Maison                                                                      | Senones                                  | 5 rue du 1er-Bataillon                                       | 48° 23′ 37″ nord, 6° 58′ 56″ est                             | « PA00107299 »                                               | Inscrit                                                      | 1975                                                         | Maison |
| Pilori des princes                                                          | Senones                                  | 3 place Clemenceau                                           | 48° 23′ 43″ nord, 6° 58′ 57″ est                             | « PA00107300 »                                               | Inscrit                                                      | 1982                                                         | Pilori des princes |
| Dolmen du Bois-du-Comtôt                                                    | Seraumont                                | La Devise                                                    | 48° 25′ 26″ nord, 5° 37′ 34″ est                             | « PA88000024 »                                               | Inscrit                                                      | 2000                                                         | Image manquante Téléverser |
| Croix de cimetière                                                          | Sercœur                                  | Grande Rue                                                   | 48° 15′ 20″ nord, 6° 31′ 54″ est                             | « PA00107301 »                                               | Classé                                                       | 1932                                                         | Croix de cimetière |
| Église Sainte-Pétronille-et-Saint-Mansuy                                    | Serécourt                                |                                                              | 48° 03′ 16″ nord, 5° 50′ 34″ est                             | « PA00107302 »                                               | Inscrit                                                      | 1926                                                         | Église Sainte-Pétronille-et-Saint-Mansuy |
| Maison Barthélemy                                                           | Serécourt                                | Grande Rue                                                   | 48° 03′ 19″ nord, 5° 50′ 47″ est                             | « PA00125546 »                                               | Inscrit                                                      | 1993                                                         | Maison Barthélemy |
| Cimetière                                                                   | Soulosse-sous-Saint-Élophe               |                                                              | 48° 24′ 29″ nord, 5° 44′ 21″ est                             | « PA00107283 »                                               | Inscrit                                                      | 1926                                                         | Cimetière |
| Église Saint-Élophe                                                         | Soulosse-sous-Saint-Élophe               |                                                              | 48° 24′ 30″ nord, 5° 44′ 21″ est                             | « PA00107284 »                                               | Inscrit                                                      | 1926                                                         | Église Saint-Élophe |
| La Rotonde                                                                  | Thaon-les-Vosges                         | Usine Gillet-Thaon                                           | 48° 14′ 45″ nord, 6° 25′ 40″ est                             | « PA00107303 »                                               | Inscrit                                                      | 1986                                                         | La Rotonde |
| Tir aux pigeons                                                             | They-sous-Montfort                       |                                                              | 48° 13′ 06″ nord, 5° 57′ 34″ est                             | « PA00107338 »                                               | Inscrit                                                      | 1990                                                         | Tir aux pigeons |
| Hautes-Mynes du Thillot                                                     | Le Thillot                               |                                                              | 47° 51′ 37″ nord, 6° 46′ 12″ est                             | « PA00135700 »                                               | Classé Inscrit                                               | 1995                                                         | Hautes-Mynes du Thillot |
| Église Saint-Joseph                                                         | Le Tholy                                 |                                                              | 48° 04′ 58″ nord, 6° 44′ 36″ est                             | « PA88000056 »                                               | Inscrit                                                      | 2014                                                         | Église Saint-Joseph |
| Couvent des Cordeliers                                                      | Les Thons                                |                                                              | 47° 59′ 39″ nord, 5° 53′ 27″ est                             | « PA00107304 »                                               | Inscrit Classé                                               | 1945 1980                                                    | Couvent des Cordeliers |
| Château de Thuillières                                                      | Thuillières                              |                                                              | 48° 09′ 18″ nord, 6° 00′ 30″ est                             | « PA00107305 »                                               | Inscrit Classé                                               | 1986 1989                                                    | Château de Thuillières |
| Église Saint-Pierre-et-Saint-Paul                                           | Trampot                                  | rue Morée                                                    | 48° 21′ 39″ nord, 5° 26′ 13″ est                             | « PA88000046 »                                               | Inscrit                                                      | 2010                                                         | Église Saint-Pierre-et-Saint-Paul |
| Église de la Translation-de-Saint-Martin                                    | Urville                                  |                                                              | 48° 11′ 15″ nord, 5° 44′ 49″ est                             | « PA00107306 »                                               | Inscrit Classé                                               | 1989 1990                                                    | Église de la Translation-de-Saint-Martin |
| Fort de Bois l'Abbé                                                         | Uxegney                                  | Le Bois-l'Abbé                                               | 48° 12′ 16″ nord, 6° 24′ 01″ est                             | « PA88000034 »                                               | Inscrit                                                      | 2002                                                         | Fort de Bois l'Abbé |
| Fort d'Uxegney                                                              | Uxegney                                  | Fort d'Uxegney                                               | 48° 12′ 06″ nord, 6° 23′ 03″ est                             | « PA88000035 »                                               | Inscrit                                                      | 2002                                                         | Fort d'Uxegney |
| Croix des Chênes                                                            | Le Val-d'Ajol                            | Les Chênes Sur la route de Val-d'Ajol à Fraymont             | 47° 56′ 16″ nord, 6° 30′ 13″ est                             | « PA00107309 »                                               | Classé                                                       | 1908                                                         | Croix des Chênes |
| Croix du Jarenceau                                                          | Le Val-d'Ajol                            |                                                              | 47° 54′ 04″ nord, 6° 30′ 44″ est                             | « PA00107308 »                                               | Classé                                                       | 1908                                                         | Croix du Jarenceau |
| Croix de Larrière                                                           | Le Val-d'Ajol                            | Larrière                                                     | 47° 54′ 35″ nord, 6° 27′ 43″ est                             | « PA00107307 »                                               | Classé                                                       | 1908                                                         | Croix de Larrière |
| Église Notre-Dame du Val-d'Ajol                                             | Le Val-d'Ajol                            |                                                              | 47° 55′ 32″ nord, 6° 29′ 02″ est                             | « PA00107310 »                                               | Inscrit                                                      | 1926                                                         | Église Notre-Dame du Val-d'Ajol |
| Château Maugiron                                                            | Valfroicourt                             |                                                              | 48° 11′ 52″ nord, 6° 05′ 49″ est                             | « PA00107330 »                                               | Inscrit                                                      | 1990                                                         | Château Maugiron |
| Château de Crèvecœur                                                        | Vaudéville                               | Le Verger                                                    | 48° 13′ 42″ nord, 6° 32′ 30″ est                             | « PA00107311 »                                               | Inscrit                                                      | 1974                                                         | Château de Crèvecœur |
| Ermitage du frère Joseph                                                    | Ventron                                  | L'Hermitage                                                  | 47° 55′ 34″ nord, 6° 51′ 47″ est                             | « PA00125547 »                                               | Inscrit                                                      | 1993                                                         | Ermitage du frère Joseph |
| Église Saint-Remy                                                           | Vicherey                                 |                                                              | 48° 23′ 07″ nord, 5° 56′ 26″ est                             | « PA00107312 »                                               | Classé                                                       | 1943                                                         | Église Saint-Remy |
| Mairie-halle                                                                | Vicherey                                 | 1 rue Saint-Laurent                                          | 48° 22′ 59″ nord, 5° 56′ 09″ est                             | « PA88000032 »                                               | Inscrit                                                      | 2001                                                         | Mairie-halle |
| Château Lobstein                                                            | Ville-sur-Illon                          | Dommartin                                                    | 48° 11′ 01″ nord, 6° 12′ 19″ est                             | « PA00125548 »                                               | Inscrit                                                      | 1993                                                         | Château Lobstein |
| Église Saint-Sulpice                                                        | Ville-sur-Illon                          |                                                              | 48° 10′ 45″ nord, 6° 12′ 41″ est                             | « PA00107313 »                                               | Classé                                                       | 1913                                                         | Église Saint-Sulpice |
| Croix                                                                       | Villers                                  |                                                              | 48° 18′ 07″ nord, 6° 10′ 22″ est                             | « PA00107314 »                                               | Classé                                                       | 1932                                                         | Croix |
| Croix de carrefour                                                          | Vincey                                   | Rue du Pincieux Rue Prosper-Mangin                           | 48° 20′ 16″ nord, 6° 19′ 57″ est                             | « PA00107315 »                                               | Classé                                                       | 1909                                                         | Croix de carrefour |
| Croix de cimetière                                                          | Viocourt                                 |                                                              | 48° 19′ 46″ nord, 5° 51′ 31″ est                             | « PA00107316 »                                               | Classé                                                       | 1908                                                         | Croix de cimetière |
| Croix de chemin                                                             | Viocourt                                 |                                                              | 48° 19′ 30″ nord, 5° 51′ 44″ est                             | « PA00107317 »                                               | Classé                                                       | 1908                                                         | Croix de chemin |
| Église Saint-Privat                                                         | Vittel                                   |                                                              | 48° 12′ 02″ nord, 5° 57′ 06″ est                             | « PA00107319 »                                               | Inscrit                                                      | 1926                                                         | Église Saint-Privat |
| Église Saint-Remy                                                           | Vittel                                   |                                                              | 48° 11′ 58″ nord, 5° 57′ 04″ est                             | « PA00107318 »                                               | Inscrit                                                      | 1926                                                         | Église Saint-Remy |
| Gare                                                                        | Vittel                                   | Petite Faing Place de la Marne                               | 48° 12′ 09″ nord, 5° 56′ 31″ est                             | « PA00107332 »                                               | Inscrit                                                      | 1990                                                         | Gare |
| Station thermale : infrastructures sportives                                | Vittel                                   | Côte de Breterre Haut de Vittel Sous Zourmont L'Ermitage     | 48° 12′ 47″ nord, 5° 56′ 36″ est                             | « PA00107334 »                                               | Inscrit                                                      | 1990                                                         | Station thermale : infrastructures sportives |
| Station thermale : villas                                                   | Vittel                                   | Gérémoy Le Parc                                              | 48° 12′ 18″ nord, 5° 56′ 27″ est                             | « PA00107337 »                                               | Inscrit                                                      | 1990                                                         | Station thermale : villas |
| Station thermale : casino                                                   | Vittel                                   | Le Parc                                                      | 48° 12′ 20″ nord, 5° 56′ 29″ est                             | « PA00107331 »                                               | Inscrit                                                      | 1990                                                         | Station thermale : casino |
| Station thermale : infrastructure thermale                                  | Vittel                                   | Le Parc                                                      | 48° 12′ 28″ nord, 5° 56′ 28″ est                             | « PA00107335 »                                               | Inscrit                                                      | 1990                                                         | Station thermale : infrastructure thermale |
| Station thermale : parc thermal                                             | Vittel                                   | Le Parc                                                      | 48° 12′ 06″ nord, 5° 56′ 32″ est                             | « PA00107336 »                                               | Inscrit                                                      | 1990                                                         | Station thermale : parc thermal |
| Station thermale : ensemble hôtelier                                        | Vittel                                   | Le Parc L'Ermitage                                           | 48° 12′ 29″ nord, 5° 56′ 22″ est                             | « PA00107333 »                                               | Inscrit                                                      | 1990                                                         | Station thermale : ensemble hôtelier |
| Église Saint-Martin                                                         | Vomécourt-sur-Madon                      |                                                              | 48° 21′ 45″ nord, 6° 09′ 55″ est                             | « PA00107320 »                                               | Classé                                                       | 1908                                                         | Église Saint-Martin |
| Croix de cimetière                                                          | Vouxey                                   |                                                              | 48° 21′ 12″ nord, 5° 49′ 21″ est                             | « PA00107321 »                                               | Classé                                                       | 1909                                                         | Croix de cimetière |
| Croix d'Imbrécourt                                                          | Vouxey                                   | Imbrécourt                                                   | 48° 21′ 32″ nord, 5° 49′ 29″ est                             | « PA00107322 »                                               | Classé                                                       | 1907                                                         | Croix d'Imbrécourt |
| Église Saint-Martin                                                         | Vouxey                                   |                                                              | 48° 21′ 04″ nord, 5° 49′ 24″ est                             | « PA00135701 »                                               | Classé                                                       | 1995                                                         | Église Saint-Martin |
| Église Saint-Martin                                                         | Vrécourt                                 |                                                              | 48° 10′ 27″ nord, 5° 42′ 12″ est                             | « PA00135702 »                                               | Inscrit Classé                                               | 1994 1995                                                    | Église Saint-Martin |
| Croix                                                                       | Vroville                                 |                                                              | 48° 17′ 14″ nord, 6° 10′ 26″ est                             | « PA00107323 »                                               | Classé                                                       | 1932                                                         | Croix |
| Scierie, moulin, saboterie et forge                                         | Xamontarupt                              |                                                              | 48° 07′ 52″ nord, 6° 39′ 10″ est                             | « PA88000054 »                                               | Inscrit                                                      | 2013                                                         | Scierie, moulin, saboterie et forge |
| Pont des Fées                                                               | Xonrupt-Longemer également sur Gérardmer |                                                              | 48° 05′ 11″ nord, 6° 54′ 11″ est                             | « PA00107324 »                                               | Inscrit                                                      | 1972                                                         | Pont des Fées |